# Меріан Купер
Меріан Колдвел Купер (англ. Merian Caldwell Cooper; 24 жовтня 1893, Джексонвілл — 21 квітня 1973, Сан-Дієго) — американський сценарист, режисер і продюсер. Батько письменника і драматурга Мацея Сломчинського.

## Біографія
Народився 24 жовтня 1893 року в Джексонвіллі, штат Флорида, США.
Почав навчатися у Військово-морській академії, але потім кинув її й зайнявся журналістикою. У 1916 році вступив до американської Народної гвардії й взяв участь у пошуках Панчо Вільї в прикордонних з Мексикою районах.
Бажаючи стати пілотом, закінчив у 1917 році курси в Нью-Йорку і вступив до американського експедиційного корпусу, що прямував до Європи. Восени 1918 року його аероплан був підбитий над територією Німеччини, і рятуючи пораненого напарника, отримав сильні опіки рук. Меріан Купер був захоплений у полон. У німецькому полоні він залишався недовго, в листопаді 1918 року повернувся до Франції.

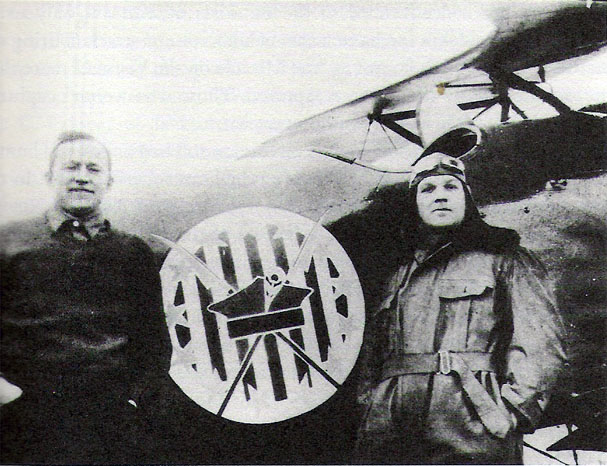
Американські добровольці, пілоти ескадрильї імені Тадеуша Костюшко, майбутній кінематографіст Меріан К. Купер і командир ескадрильї Седрик Фонтлерой

Познайомившись з генералом Тадеушем Розвадовським, Меріан висловив йому готовність послужити Польщі у війні проти більшовицької Росії. У лютому 1919 року, супроводжуючи вантаж із харчуванням, прибув до Львова, де очолив місцеву філію допомогової організації. У першій половині вересня 1919 року ескадрилья американських пілотів прибула до Польщі, з жовтня 1919 року вона отримала назву — 7-ма бойова ескадрилья імені Тадеуша Костюшка. Купер став заступником її командира, майора Фонтлероя.
На початку травня 1920 року Меріан К. Купер у складі ескадрильї імені Тадеуша Костюшка брав участь у звільненні Києва від більшовиків.
Ескадрилья успішно вела бої з більшовицькою піхотою і флотом на Дніпрі біля Трипілля. Дивізіон постійно пересувався Україною і мав 12 баз на летовищах уздовж лінії від Львова до Білої Церкви. Меріан Купер і його товариші по службі щовечора мали можливість спілкуватися з українцями, вивчати українську мову, знайомитися з культурою і побутом народу. Згодом Купер згадував про ці зустрічі: 
| У долині над річкою збирались групи українських хлопців і дівчат, пречудово одягнутих у прекрасний національний одяг. Сідали разом і в світлі місяця співали свої надзвичайно гарні українські думи та пісні, часом упродовж усієї ночі… |

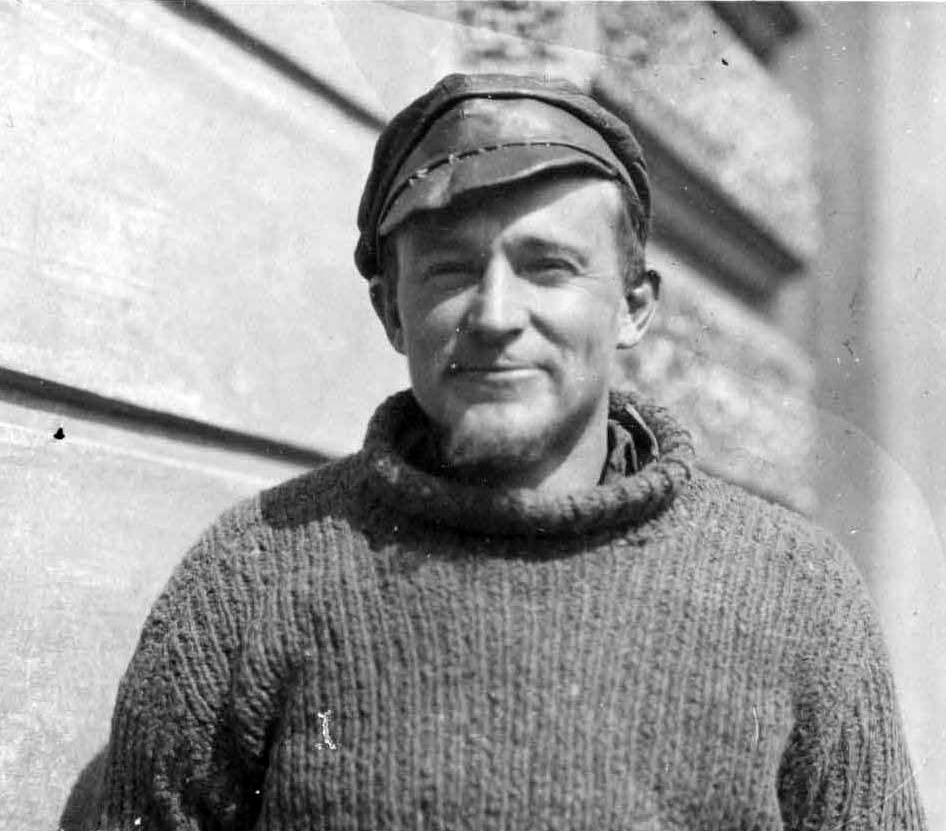
Меріан Купер на латвійському кордоні після втечі з російського полону, 1920

13 липня 1920 року під час бою з кіннотою Будьонного літак Купера був підбитий з землі, і він знову опинився у полоні. Якби більшовики дізналися, що до них потрапив американець-доброволець, Меріана чекав би неминучий розстріл. Будьонний обіцяв великі гроші за голову Купера. Але за щасливим випадком на Меріані в той день був надягнутий светр його однополчанина, з вишитим на грудях написом «F. M. Moisher». Майбутній сценарист назвався Френсісом Мошером — пролетарем з Чикаго та розповів, що його примусили йти на війну, а офіцерську форму він вкрав у Червоному Хресті. На диво, йому повірили. Письменник Ісаак Бабель, фактично літописець Першої Кінної, залишив запис у щоденнику про зустріч з американцем: 
| Франк Мошер. Збитий льотчик американець, босий, але елеґантний, шия як колона, сліпучо білі зуби, костюм в мазуті і бруді. З тривогою запитує в мене, - невже я здійснив злочин, воюючи з Радянською Росією... Безкінечна розмова з Мошером, заглиблюючись в старе, розворушать тебе, Мошер, ех, Конан-Дойль...[4]Оригінальний текст (рос.) Франк Мошер. Сбитый летчик американец, босой, но элегантен, шея, как колонна, ослепительно белые зубы, костюм в масле и грязи. С тревогой спрашивает меня, неужели я совершил преступление, воюя с советской Россией... Нескончаемый разговор с Мошером, погружаюсь в старое, растрясут тебя, Мошер, эх, Конан-Дойль... |

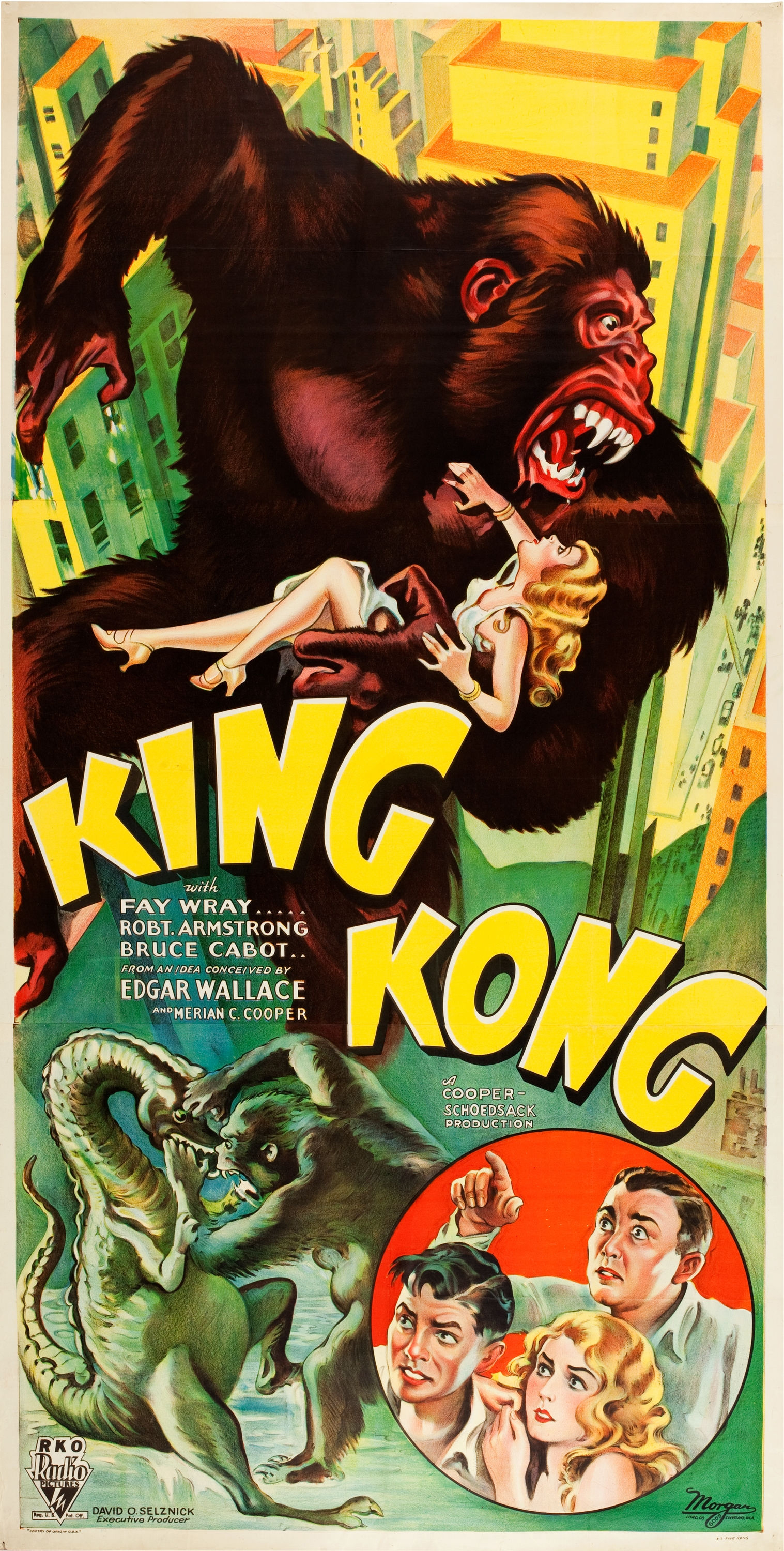
Постер фільму «Кінг-Конг» 1933 року

До Польщі прийшла звістка про те, що Меріан зник безвісти. Після невдалої втечі його відправили на будівництво залізниці під Москвою, де він провів дев'ять місяців. За допомогою двох інших польських полонених він знову зробив спробу втечі, цього разу вдалу. Пройшовши 700 км, Купер зумів дістатися до Литви, а потім і до Польщі, де з рук Юзефа Пілсудського отримав вищу нагороду Республіки — орден Віртуті Мілітарі.
Повернувшись до США, Купер знов зайнявся журналістикою, а потім став документалістом і продюсером в Голлівуді.
Зацікавившись життям горил, написав сценарій фільму про гігантську мавпу на ім'я Кінг-Конг і її пригоди в Нью-Йорку. Цікаво, що один з ключових моментів цього фільму, що потім увійшов до світової кіноміфології — гігантська горила трощить будівлі в Нью-Йорку — просто наснився 38-річному Меріану К. Куперу, який розповів про свій нічний кошмар сценаристові Едгару Воллесу. І вони разом, незадовго до смерті Воллеса в 1932 році, склали сюжет, що послужив основою для етапного твору в жанрі кінофантастики. Ніхто тоді навіть уявити не міг, яке довге життя чекає його легендарний персонаж. Постановку картини Купер здійснив разом зі своїм другом і однополчанином по ескадрильї Ернестом Б. Шедсаком. Фільм «Кінг-Конг», знятий на студії РКО, вийшов в 1933 році й мав шалений успіх. Обидва співрежисери знялися у сцені повітряної атаки на Кінг-Конга.
Меріан Купер виступив продюсером кількох класичних стрічок, таких, як «Політ у Ріо», «Форт Апачі» і «Маленькі жінки».
Саме він створив знаменитий дует Джинджер Роджерс і Фреда Астера.
Меріан завжди залишався льотчиком. Зароблені гроші він інвестував в авіацію. А в 1930⁣ — ⁣1932 роках був директором компанії «Пан-Ам».
У роки Другої світової війни Меріан Купер очолював штаб генерала Клера Ченнолта — командувача ВПС США в Китаї. Потім став заступником начальника штабу ВПС США на Тихому океані, у генерала Дугласа Макартура.
У 1950 році йому було надано звання бригадного генерала.
Помер 21 квітня 1973 року в Сан-Дієго.

## Історія створення Кінг-Конга
Меріан Купер захопився горилами, коли йому було шість років. У 1899 році дядько подарував йому книгу Поля дю Шаю «Дослідження та пригоди в екваторіальній Африці». Книга була написана у 1861 — у ній описані пригоди автора в Африці, зустрічі з різними місцевими племенами та дика природа. Куперу особливо припали до душі історії з горилами і, зокрема, одна, в якій дю Шаю розповідав про горилу «неймовірного розміру», яку тубільці називали «невразливим» та «королем африканського лісу». Коли пізніше в книжці дю Шаю описує свою першу зустріч із горилою, то називає її «кошмарною істотою», «напівлюдиною-напівзвіром».

## Цікаві факти

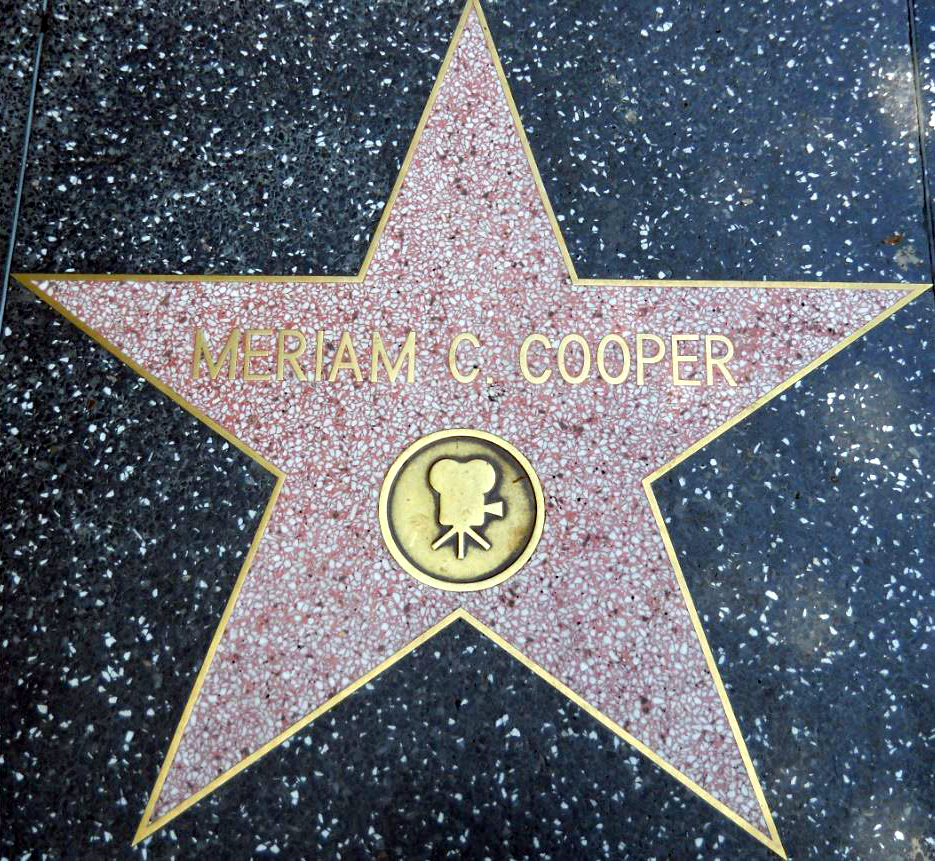
Зірка Меріана К. Купера на голлівудській Алеї Слави

- Бабель, записуючи у свій щоденник враження від зустрічі з полоненим Купером, порівняв майбутнього творця Кінг-Конга з автором «Загубленого світу» Конан Дойлем.[4]
- На голлівудській Алеї Слави є зірка Меріана К. Купера, правда, ім'я режисера написано з помилкою — «Меріам К. Купер».[11]

## Нагороди
Фільм «Могутній Джо Янг», у якому Меріан К. Купер виступав як продюсер, здобув премію «Оскар» 1950 року в номінації «Найкращі спецефекти».
Ще один фільм — «Тиха людина», який продюсував Купер, був представлений у номінації «Найкращий фільм» на церемонії 1953 року, але не переміг. Натомість сам Меріан К. Купер отримав на цій церемонії «Почесного Оскара».

## Фільмографія

### Актор
- Кінг-Конг / King Kong / 1933

### Режисер
- Трава: Битва народу за виживання / Grass: A Nation's Battle for Life / 1925
- Чанг: Драма в глушині / Chang: A Drama of the Wilderness / 1927
- Чотири пера / The Four Feathers / 1929
- Кінг-Конг / King Kong / 1933
- Останній день Помпеї / The Last Days of Pompeii / 1935
- Це Сінерама / This Is Cinerama / 1952

### Сценарист
- Кінг-Конг / King Kong / 1933

### Продюсер
- Кінг-Конг / King Kong / 1933
- Втікач / Fugitive, The / 1947
- Форт Апачі / Fort Apache / 1948
- Три хрещених батьки / Three Godfathers / 1948
- Вона носила жовту стрічку / She Wore A Yellow Ribbon / 1949
- Могутній Джо Янг / Mighty Joe Young / 1949
- Ріо-Гранде / Rio Grande / 1950
- Фургонщик / Wagonmaster / 1950
- Тиха людина / Quiet Man, The / 1952
- Сонце світить яскраво / The Sun Shines Bright / 1953

### Виконавчий продюсер
- Шукачі / Searchers, The / 1956